# Marko Bratuš
Marko Bratuš, slovenski dramaturg, umetniški vodja, režiser, scenarist, pevec, avtor glasbe, spletni ustvarjalec, producent * 9. oktober 1979, Ljubljana, Slovenija.

## Življenje in delo
Marko Bratuš se je rodil 9. oktobra 1979 v Ljubljani. Po maturi na Gimnaziji Šentvid v Ljubljani se je vpisal na študij dramaturgije na Akademiji za gledališče, radio, film in televizijo Univerze v Ljubljani. Diplomiral je leta 2005 z diplomsko nalogo z naslovom Radijska igra. Leta 2006 se je vpisal na magistrski študij iz režije.  
Po študiju je bil med ustanovitelji spletnega medija Vest, kjer je režiral in vodil studijske oddaje za splet. Sodeloval je z RTV Slovenija: na Radiu Slovenija je režiral oddaje kulturnega programa za prvi in tretji program, na Televiziji Slovenija pa je kot scenarist sodeloval pri različnih dokumentarnih filmih in oddajah v otroškem in mladinskem programu. Režiral je v slovenskih profesionalnih in ljubiteljskih gledališčih.
Od leta 2013 do 2016 je bil umetniški vodja Gledališča Glej. Od leta 2016 do julija 2025 je bil umetniški vodja SNG Nova Gorica, kjer je ustvarjal tudi kot dramaturg, prevajalec in asistent režije ter izvršni producent. Uprizoritve pod njegovim umetniškim vodstvom so prejele številne nagrade doma in v tujini (Realisti, jerebika, štrudelj, ples pa še kaj, 52 Hertzov, Človeški glas, Barufe, 1973 ...).  
Od 1. 7. 2025 je umetniški vodja Slovenskega mladinskega gledališča v Ljubljani.  
Bil je dolgoletni državni in regionalni selektor na Linhartovih srečanjih. 
Je član Upravnega odbora mednarodne gledališke mreže ETC (European Theatre Convention).

## Izbor del - gledališče, film, televizija, radio

### Dramaturgija
- 2024: Mnogo hrupa za nič; r. Ivana Djilas; SNG Nova Gorica
- 2023: Najboljša evropska predstava; r. Haris Pašović; SNG Nova Goricam Teatr im. J. Kochanowskiego w Opolu, Poljska; Fondazione Teatro Due, Parma, Italija; Teatru Malta, Malta; Teatri Kombêtar i Kosovês, Priština, Kosovo; v sodelovanju z European Theatre Convention
- 2022: Vse zastonj! Vse zastonj!; r. Ajda Valcl, Prešernovo gledališče Kranj
- 2021: Čriček in temačni občutek; r. Ivana Djilas; SNG Nova Gorica
- 2021: jerebika, štrudelj, ples pa še kaj; r. Jure Novak; SNG Nova Gorica, SMG

- 2018: Človeški glas, r. Ajda Valcl, SNG Nova Gorica
- 2015: Tako pač je, r. Sebastjan Starič, Marko Bratuš, Gledališče GLEJ
- 2005: Kronika zločina, r. Jaša Jenull, Vida Cerkvenik Bren, Šentjakobsko gledališče
- 2004: R.U.R., r. Jaša Jenull, Šentjakobsko gledališče
- 2004: Zabava za rojstni dan, r. Vida Cerkvenik Bren, Akademija za gledališče, radio, film in televizijo
- 2003: Izboljševalec sveta, r. Dušan Mlakar, SNG Drama Ljubljana

### Režija
- 2021: Snežinka, r. Jure Novak, Drama SNG Maribor, asistent režiserja
- 2019: Božična pesem, r. Ivana Djilas, SNG Nova Gorica, asistent režiserke
- 2016: Kamor še ni stopila človeška noga, Gledališče GLEJ
- 2013: Janezov pasijon, Gledališče GLEJ
- 2012: Kvartet, Šentjakobsko gledališče
- 2011: Misterio buffo, Gledališče GLEJ

### Televizija in film
- 2024: To je rop, celovečerni film (produkcija Temporama) – r. Gregor Andolšek – soscenarist
- 2024: Čao Bela, celovečerni igrani film (Sever&Sever, RTV Slovenija)  – r. Jani Sever - scenaristični svetovalec
- 2020, 2019, 2017: Koyaa, animirana serija (več epizod - produkcija ZVVIKS, RTVSLO) – r. Kolja Saksida – soscenarist
- 2019: Tunel, kratki film (produkcija SFC, Strup produkcija, Comrad film, RTVSLO) – r. Gregor Andolšek – soscenarist
- 2012: Hoja po vodi (dokumentarni film o Alenu Kobilici) – scenarij, režija in montaža
- 2010: Najboljše počitnice (otroški film v sodelovanju z RTV SLO in EBU), r. Jernej Kastelec – scenarij
- 2012: Bankovec (otroški film v sodelovanju z RTV SLO in EBU), r. Polona Sepe – scenarij
- 2012/2013: Firbcologi, otroška oddaja (Otroški in mladinski program RTV SLO), razvoj koncepta, scenariji
- 2012: E-bits, kratki dokumentarni filmi na temo ekologije v koprodukciji z EBU – 3 scenariji
- 2011/2012: Studio Kriškraš, otroška oddaja (Otroški in mladinski program RTV SLO) – scenarij
- 2010: Elena, celovečerni dokumentarno-igrani film (Produkcija Vest, Ministrstvo za kulturo Republike Slovenije) – scenarij in režija

- 2011: Mala (otroški film v sodelovanju z RTV SLO in EBU), r. Svetlana Dramlić – scenarij
- 2009: Črni bratje (mladinski film po motivih Franceta Bevka, RTV SLO), r. Tugo Štiglic – scenarij
- 2009: Dečko s srečko (otroški film v sodelovanju z RTV SLO in EBU), r. Urša Menart – scenarij
- 2009: Babilon.tv (oddaja verskega programa RTV Slovenije) – strokovni sodelavec, član delovne skupine za razvoj koncepta
- 2008: Deklica, ki je rešila nebesa (otroški film v sodelovanju z RTV SLO in EBU), r. Urša Menart – scenarij
- 2008, 2007, 2006: Oddaje na spletnem portalu www.vest.si (Vesti na Vesti, Švic mikrofona, Kinotožje, Godler šov, Osma sila, Takle mamo, Moja dežela, Soočenja) – režija, dramaturgija, produkcija, vodenje

### Radio
- 2007: Svetlana Makarovič, Smradek – radijska igra, r. Ana Krauthaker – priredba in dramaturgija
- 2007: Franček Rudolf, radijska igra – režija
- 2006: režija literarnih oddaj na Radiu Slovenija (Literarni nokturno, Literarni portret, Izbrana proza, Humoreska tega tedna, Literarni večer …)
- 2004: Profesorja P.O. Naprudnika Metamorfoze, r. Jaša Jenull – soavtor, igra, dramaturgija, asistenca produkcije
- 2004: Vstajenje, r. Ajda Valcl – avtor[6]

## Glasba –Smaal Tokk
Marko Bratuš ustvarja kot primorski raper Smaal Tokk. Leta 2011 je izdal svojo prvo skladbo Smaal Tokka za precednika. Leta 2015 je izdal svojo prvo ploščo, naslovljeno Unotisto (mdr. Dejlejmo watrwake, Egon, En knc wade, Jzn!, Naši an vaši ...). Leta 2017 je sledila plošča Sindrom druge plošče (Muck, srčki, risanke an sladoled, En in edini,  Praznična ...). Smaal Tokk je kot gost sodeloval na Emi 2019 s skladbo Komadd za EMO. Njegov zadnji album je Kriza srednjih let (2021). S skladbo Dihej se je uvrstil v finale Festivala slovenskega šansona.Spremlja ga band v sestavi: Klemen Kotar (bas kitara), Enos Kugler (bobni), Tomaž Pačnik (klaviature), Peter Jan (kitara). 

## Nagrade
- 2012: Posebna nagrada žirije festivala Art amphora, Bolgarija za film Mala
- 2005: Akademska Prešernova nagrada za dosežke na radijskem področju; Matiček za izvirno interpretacijo klasičnega besedila za predstavo Juntez; Čufarjevi dnevi, nagrada za najboljšo predstavo za predstavo »R.U.R.« in nagrada za glavno moško vlogo (Harry Domin – Bojan Vister)
- 2004: Grossmanova nagrada za scenarij za kratki film »Angora, angora« (z Jašo Jenullom); SNIFF, Srebrna luska za scenarij za kratki film »Elektro Orson«(z Miho Mlakerjem); Prix Italia – Nočna tarifa, uvrstitev med tri finalist; Bologna, Special mention za kratki film »Elektro Orson«(z Miho Mlakerjem)

## Intervjuji
- Marko Bratuš: Politika se boji, da bi kdo povedal, da je cesar gol, Delo, 2025
- Marko Bratuš: Vsa drama mora ostati na odru, Primorske novice, 2025
- Marko Bratuš: dramaturg, (samooklicani) kulturni multipraktik, primorski gengsta raper, Primorski val, 2025
- Marko Bratuš, Goriška, 2022
- Pogledati dlje od svojega praga, Delo, 2021
- Marko Bratuš: Korona in gledališče, Outsider, 2020
- Marko Bratuš: Apparatus, 2019
- Marko Bratuš, Neobvezno v nedeljo, 2016
- Marko Bratuš: Kar ni polomljeno, se ne popravlja!, Delo, 2013